# Satumaa

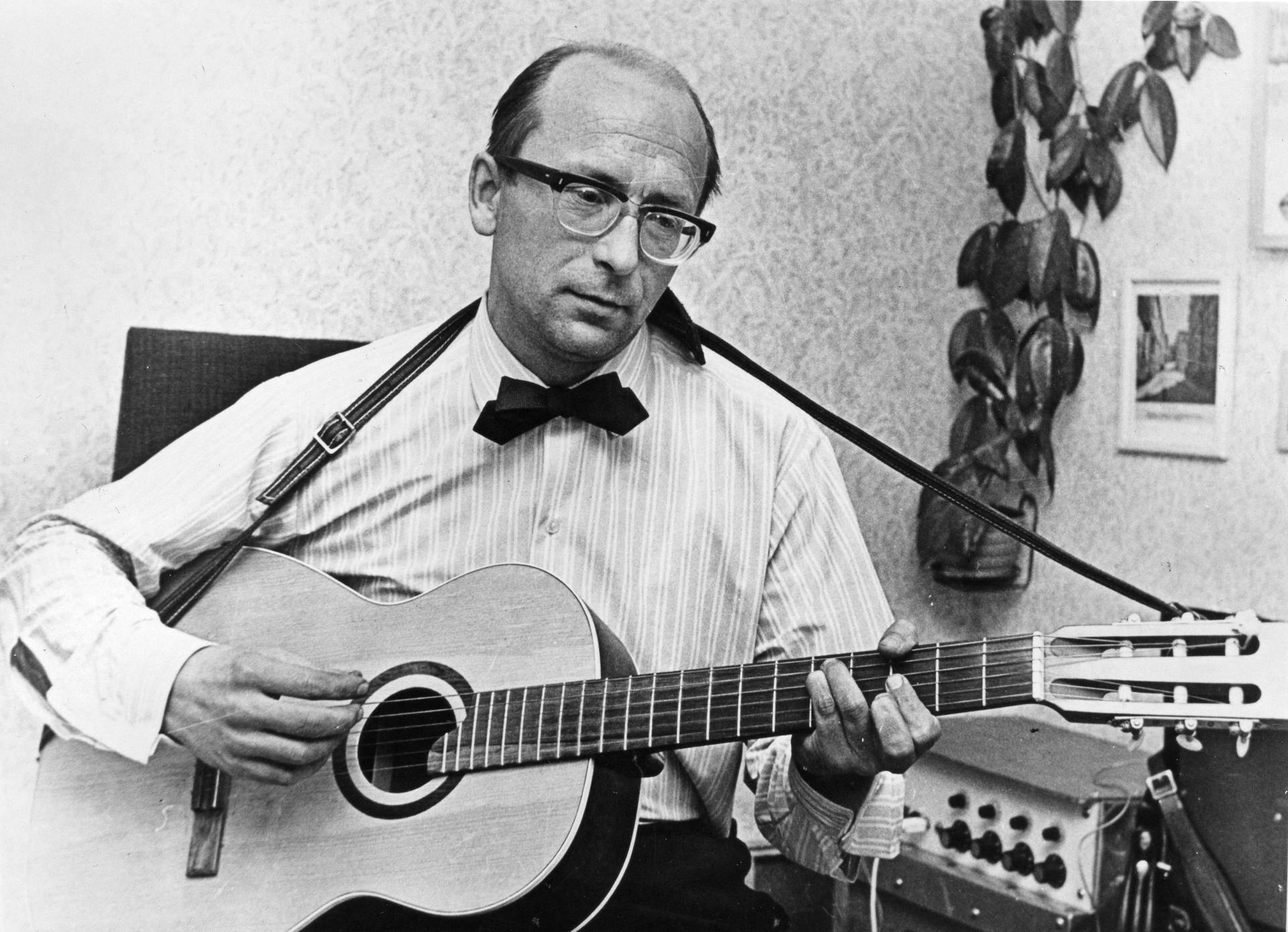
Unto Mononen, compositeur du tango Satumaa.

Satumaa (« pays de conte de fée » en finnois) est un tango finlandais. Il est considéré comme l'un des tango finlandais les plus célèbres, voir comme le tango finlandais par excellence.
Satumaa a été écrite par Unto Mononen (en) en 1955, et est apparue pour la première fois dans un enregistrement d'Henry Theel (en) datant de la même année. L'enregistrement le plus célèbre en a cependant probablement été réalisé par Reijo Taipale (en) en 1962 ; toutefois, d'innombrables autres enregistrements existent, y compris ceux d'Olavi Virta, de Reijo Frank, et de Frank Zappa,. Ce tango est traditionnellement interprété par un homme.
La chanson parle d'un pays de rêve situé au-delà de la mer et auquel aspire le chanteur, car c'est là que se trouverait son (inaccessible) bien aimée. Avec son thème mélancolique, son rythme solennel et sa tonalité mineure, elle est devenue l'archétype du tango finlandais.

## Versions enregistrées
- Reijo Taipale, 1962
- Sanna Pietiäinen, M.A. Numminen et le Neorustikales Tango-Orchester dans l'album Finnischer Tango - Onko onni unta vain?
- Jari Sillanpää dans l'album Songs Finland Sings 2002 (en anglais, sous le nom de Fairyland)
- Frank Zappa dans l'album You Can't Do That on Stage Anymore, Vol. 2, 1974
- Arja Saijonmaa, 1981 (rare exemple d'interprétation féminine)
- Reijo Frank, 2015